# Karol Benda
Karol Benda, właśc. Karol Spitzbarth (ur. 17 lutego 1893 w Warszawie, zm. 25 sierpnia 1942 tamże) – polski aktor teatralny i filmowy, reżyser, dyrektor teatru.

## Życiorys
Był synem architekta Artura Ottona Spitzbartha i Aleksandry z Dunin-Borkowskich, jego bratem był architekt Artur Jerzy Spitzbarth. Naukę gry aktorskiej pobierał u Stanisława Sachsa (pseud. Stanisławski) w Krakowie. Równocześnie studiował na Uniwersytecie Jagiellońskim, w grudniu 1912 wystąpił w przedstawieniu Akademickiego Miłośników Dramatu Klasycznego.
Debiutował 3 maja 1913 jako Karol Benda na scenie Teatru im. Juliusza Słowackiego w roli Pana Młodego w Weselu Stanisława Wyspiańskiego. Przyjęty wówczas pseudonim stał się stałym scenicznym nazwiskiem. W maju 1915 wyjechał do Wiednia, gdzie grał w tamtejszym Teatrze Polskim. Po roku wrócił do Krakowa i przez sezon 1916/1917 grał w Teatrze im. Juliusza Słowackiego, a następnie wyjechał do Warszawy, gdzie w sezonie 1917/1918 otrzymał angaż w Teatrze Polskim. Kolejny sezon spędził w Łodzi, aby od lutego 1919 do 1924 grać na scenach warszawskich Teatrów Miejskich (Teatr Rozmaitości, Teatr Reduta, Teatr Dramatyczny).

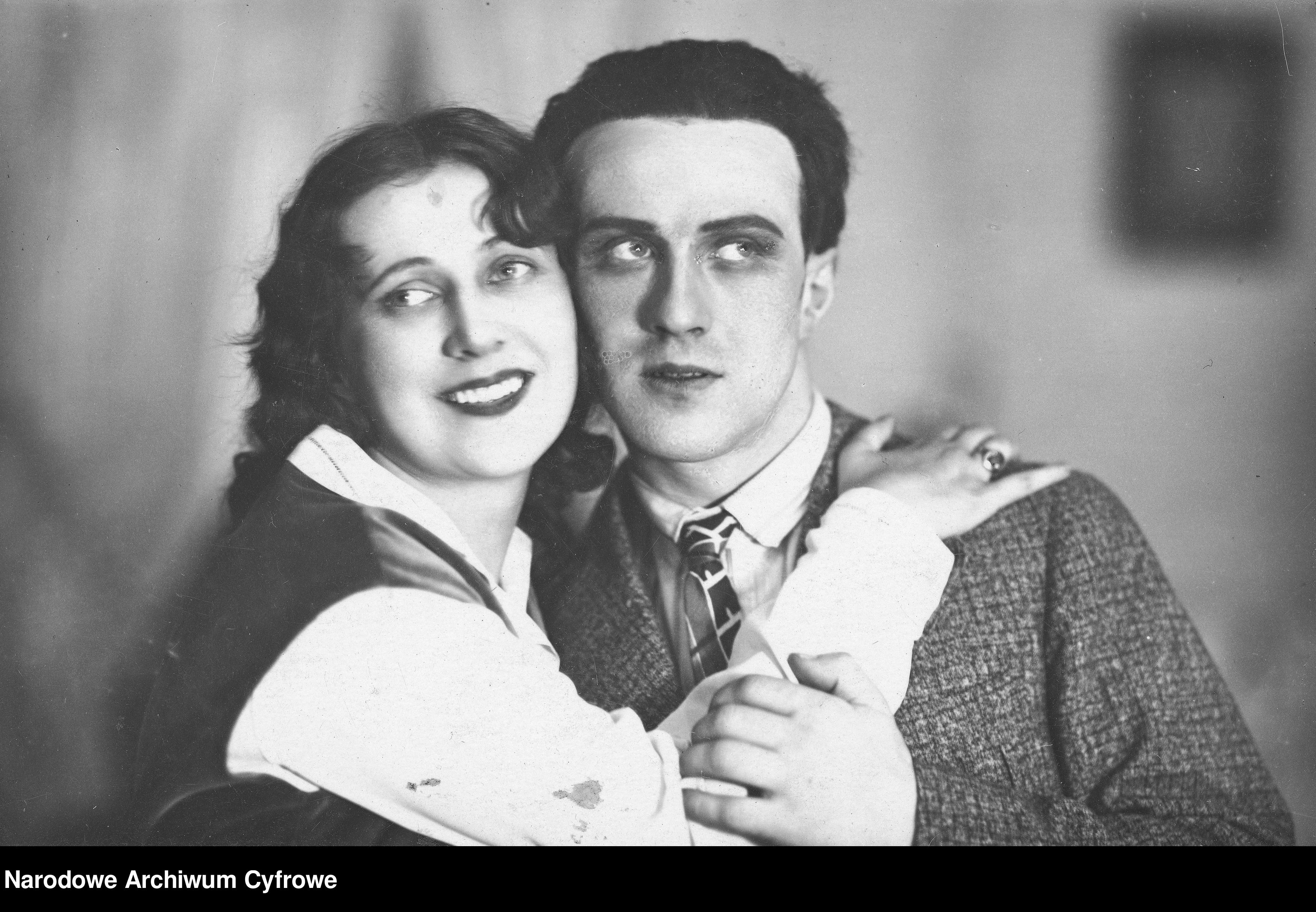
Maria Balcerkiewiczówna i Karol Benda w przedstawieniu Dar poranka w Teatrze Miejskim w Toruniu

W 1924 otrzymał stanowisko dyrektora Teatru Miejskiego w Toruniu, a w roku następnym inicjując połączenie trzech scen miast Torunia, Bydgoszczy i Grudziądza, otrzymał we wrześniu 1925 posadę dyrektora Zjednoczonych Teatrów Pomorskich, był założycielem toruńskiej Pomorskiej Opery Zjednoczonych Teatrów Toruń-Bydgoszcz-Grudziądz. Po rezygnacji ze stanowiska w lutym 1926 występował w teatrach Grudziądza i Torunia.
Po sezonie 1928/1929 spędzonym na scenie Teatru Nowego w Poznaniu wyjechał do Paryża, gdzie prowadził amatorski Teatr Polski. Była to scena wystawiająca klasyczny repertuar teatralny dla mieszkającej we Francji Polonii. Powrócił do kraju w 1930 i przez dwa lata pełnił funkcję dyrektora Teatru Miejskiego w Toruniu. W 1932 powrócił do Warszawy, gdzie występował w Teatrze im. Stefana Żeromskiego (1932/1933), Teatrze im. Gabrieli Zapolskiej (1933/1934), Teatrze Rozmaitości (1933/1934). W sezonie 1934/1935 razem ze Stefanem Jaraczem i Mirą Zimińską kierował Teatrem Aktora. Kolejny sezon spędził na scenie Teatru Kameralnego (1935/1936), a następny w Teatrze Malickiej (1936/1937, 1937/1938 i 1938/1939) z przerwą w 1938 na występy w operetce 8.15.

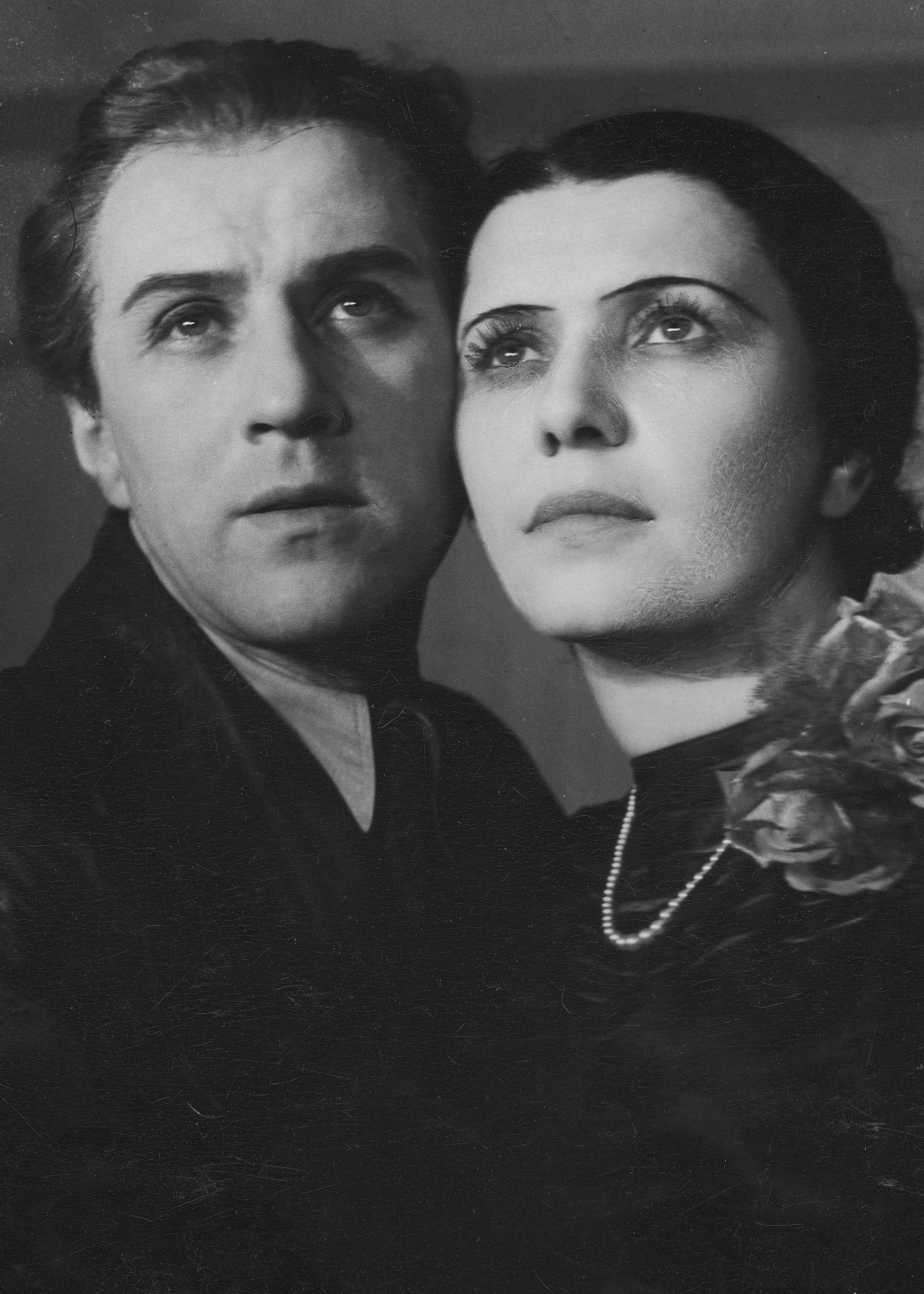
Irena Grywińska i Karol Benda w scenie przedstawienia Ponad śnieg Stefana Żeromskiego w Teatrze Kameralnym w Warszawie (1935)

Od 1940 występował i był reżyserem w jawnie działającym Teatrze Komedia. Jednocześnie w jego mieszkaniu znajdowała się drukarnia podziemnego magazynu "Głos Polski". W nocy z 8 na 9 czerwca 1940 naziści wtargnęli do sąsiedniego domu Witolda Zdzitowieckiego, szukając drukarni. Torturowali wówczas m.in. znajdującego się tam Bendę, ale Zdzitowiecki podał fałszywe informacje, chroniąc drukarnię przed dekonspiracją. W 1942 Benda zmarł na serce na scenie, grając z przedstawieniu komediowym Kochanek to ja. Spoczywa w grobowcu rodzinnym na cmentarzu ewangelicko-augsburskim (aleja A, grób 11).